# Puebla de Castro
Puebla de Castro är en kommun i Spanien.   Den ligger i provinsen Provincia de Huesca och regionen Aragonien, i den nordöstra delen av landet, 400 km nordost om huvudstaden Madrid. Antalet invånare är 430. Puebla de Castro ligger vid sjön Pantano de Barasona.